# Północna linia kolejowa (Tanzania)

Sieć kolejowa Tanzanii

Północna linia kolejowa – łączy port morski Tanga z Aruszą u podnóża Kilimandżaro, po linii odbywa się ruch jedynie towarowy. Linia połączona jest z linią centralną i posiada nieużywane połączenie z siecią kenijską w Voi.

## Historia
Budowa linii została rozpoczęta w roku 1891 przez inwestorów prywatnych. Z powodu braku funduszy inwestycja w roku 1897 została przejęta przez administrację Niemieckiej Afryki Wschodniej. Budowa trasy do Moshi została ukończona w 1911. Po I wojnie światowej władzę nad kolonią przejęli Brytyjczycy. W tym okresie dobudowane zostało połączenie z siecią kenijską w Voi, a trasą przedłużono zgodnie z wcześniejszymi planami do Aruszy, miasta u podnóża Kilimandżaro. Ze względów logistycznych głównym portem morskim linii stała się Mombasa. Odcinek linii do Tangi wykorzystywany był w niewielkim stopniu.
W 1963 niezależna już Tanzania zbudowała trasę łączącą linię północną z linią centralną. Około roku 1990 zlikwidowano pociągi pasażerskie na trasie.

## Mapy
- Mapa ONZ
- Interaktywna mapa kolei Tanzańskich